# Малабарский азиатский трогон
Малабарский азиатский трогон (лат. Harpactes fasciatus) — вид птиц семейства трогоновых. Выделяют три подвида. Встречается в лесах Шри-Ланки и полуостровной Индии. В Индии в основном встречается в Западных Гатах, холмистых лесах центральной Индии и в некоторых частях Восточных Гат. Малабарские азиатские трогоны насекомоядны и, хотя и не мигрируют, могут сезонно перемещаться из-за дождя в горных лесных районах.

## Классификация
Названы несколько популяций малабарского азиатского трогона. Центрально-индийский подвид H. f. legerli, названный Уолтером Норманом Кольцем на основании единственного экземпляра, полученного из подножия Махендры Гири в Ориссе, не всегда признаётся, но считается, что он немного крупнее, с более длинными крыльями и ярче, чем H. f. malabaricus из Западных Гат. Номинативный подвид, обитающий в центральной влажной зоне Шри-Ланки, меньше.

## Описание
Как и большинство других трогонов, представители данного вида ярко окрашены и имеют половой деморфизм. У обоих полов клюв голубоватый, как и кожа вокруг глаз. Радужная оболочка тёмно-коричневая, а ноги бледно-голубоватые.

### Описание самца
У самца аспидно-чёрная голова и грудь с белой каймой на чёрном нагруднике, отделяющей его от малинового на нижней стороне. Спина от оливково-коричневого до каштанового цвета. Кроющие крыла чёрные с мелкими белыми крапинками. У них 12 градуированных хвостовых перьев. Средние рулевые перья каштановые с чёрным кончиком.

### Описание самки
У самки отсутствует контрастирующий чёрный и малиновый цвета. У неё лишь немного более тёмная голова и грудь, переходящие в оливково-коричневый цвет на спине, в то время как малиновый цвет нижней стороны самца заменён охрой.

## Поведение
Эти птицы обычно сидят неподвижно, особенно когда встревожены, и, иногда, цепляются за ветки сбоку. При крике они иногда поднимают и опускают хвост. Крик представляет собой серию гортанных или мурлыкающих нот. Было замечено, что малабарские азиатские трогоны на Шри-Ланке ныряют в воду с нависающей ветки, чтобы искупаться.

### Голос
Песня самца представляет собой серию ударных kyau. Тревожный крик — churrrr, однако, аналогичный крик также раздаётся перед ночёвкой.

### Рацион
Малабарские азиатские трогоны питаются исключительно насекомыми, в их рационе не было отмечено фруктов, в отличие от трогонов Нового Света. Однако сообщалось о семенах в рационе особей, живущих на Шри-Ланке. В лесах Шри-Ланки они часто встречаются в смешанных группах корямщихся птиц, где они могут иногда подвергаться клептопаразитизму со стороны дронго. Исследование, проведённое в Керале, показало, что малабарские азиатские трогоны добывали корм, в основном, на высоте от 5 до 10 м, а самки, как правило, добывали корм ниже в пологе. Иногда они спускаются на землю и ищут насекомых под опавшими листьями. Иногда они летают и пытаются сбросить добычу, а затем парят, чтобы подобрать добычу. Они также могут висеть вниз головой, чтобы добраться до добычи на вертикальных поверхностях деревьев. Добычу часто разминают или бьют по ветке между челюстями перед тем, как съесть её или перед кормлением детёнышей.

### Полёт
Хотя их полёт быстрый, летать они не любят.

## Размножение
Сезон размножения в Индии, в основном, длится с февраля по май (до сезона дождей), а на Шри-Ланке с марта по июнь. Малабарские азиатские трогоны устраивают гнездо на гниющих деревьях или пнях, которые легко выдолбить и измельчить клювами. Самец и самка по очереди выкапывают гнездо. На раскопки гнёзда может уйти около месяца. Пол гнёзда сделан из древесного порошка. В исследовании, проведённом в Керале, было замечено, что два яйца являются нормальной кладкой, хотя более старые работы предполагают, что типичная кладка состоит из трёх яиц. Яйца насиживают как самцы, так и самки, причём самки обычно насиживают ночью. Инкубационный период составляет около 19 дней. Птенцов в начале кормят, в основном, гусеницами, а позже дают жуков, мух и прямокрылых. Родители не убирают экскременты птенцов из гнёзда. Взрослые особи продолжают кормить оперившихся молодых особей в течение почти 5–6 месяцев. Они социально моногамны, и остаются парой более сезона.

## Охранный статус
Малабарский азиатский трогон становится все более редким во многих частях Индии, и считается, что он чувствителен к фрагментации лесов.